# Komm mit mir nach Chicago
Komm mit mir nach Chicago ist ein vom Fernsehen der DDR produzierter Fernsehfilm des Regisseurs Bodo Fürneisen nach dem gleichnamigen Roman von Peter Abraham
aus dem Jahr 1982 mit Ulrike Krumbiegel in der Hauptrolle.
Der Film handelt von der einfach und bescheiden lebenden Anja Paul, die auf dem Berliner Flughafen einen Seelenverwandten trifft und mit ihm gemeinsam Rollenspiele spielt und sich traumtänzerisch in andere Welten begibt.

## Handlung
Die 17-jährige Anja ist als Waisenkind bei ihren sehr religiösen Verwandten aufgewachsen. Nun ist sie Kellnerlehrling in einem kleinen Hotel. Da in der Kleinstadt, in der sie lebt, nie viel passiert, erschafft sie sich in ihrem Hangs zur Phantasie ihre eigenen Geschichten und erlebt in ihren Tagträumen ihre ganz persönlichen Abenteuer. Als ihr Mitlehrling Herbert sich bei einem Sturz den Arm bricht, soll Anja an seiner Stelle zu einem Azubi-Wettbewerb in die Bezirksstadt reisen und kann nun auch mal richtig in die Welt reisen und nicht nur im Traum. Schon als Kind war sie in ihrer Phantasie nach Chicogo gereist, wo ihr Vater angeblich als Al Capone leben sollte. Nun ist sie zum ersten Mal ganz allein unterwegs und steigt in ihrer Unerfahrenheit beim Umsteigen in den falschen Zug. So landet sie am Ende in der Hauptstadt Berlin am Flughafen, wo ihr die Hektik und die allgemeine Betriebsamkeit ein wenig Angst macht. Doch trifft sie hier auf den Abiturienten Helmuth Sawatzki. Um sich vor ihm wegen ihres etwas sehr altmodischen Kleides zu rechtfertigen, gibt sie vor Ordensschwester vom Kloster Chorin zu sein und auf dem Weg nach Afrika. Leider hätte sie ihren Flieger verpasst, weil sie noch eine Impfung nachholen müsse, was aber nur in Leipzig möglich wäre. Da sie aber kein Geld mehr hätte, wüsste sich nicht, wie sie dort hinkommen sollte. Helmuth bietet ihr sofort an, sie dort hinzubringen.
Helmuth Sawatzki ist ebenso beschützt aufgewachsen, wie Anja und hat sich ebenso seine eigene und sehr abenteuerliche Traumwelt erschaffen. Zusammen begeben sie sich nun auf eine abenteuerliche Reise. Da Helmuth wegen einer Ordnungswidrigkeit vermutet von der Polizei gesucht zu werden, weicht er bei seiner Fahrt auf die Landstraße aus. Anja hält ihn deshalb für einen Autodieb, beneidet ihn allerdings dafür jeden Tag etwas neues zu erleben. Ohne es verhindern zu können, wird aber Anja selber zu Diebin, als sie aus Hunger zwei Brötchen stiehlt. Als Anja auf der Fahrt in einer Zeitung liest, dass ein junger Einbrecher gesucht wird, dem auch Autodiebstahl und ein Mord zur Last gelegt wird, bekommt sie Angst. Helmuth kann sie nur mit Mühe davon überzeugen, dass sie sich nicht vor ihm fürchten müsse. Aber er sagt ihr auch nicht, wer er wirklich ist und spielt ihr vor tatsächlich ein Ganove zu sein, wie so oft in seiner eigenen Phantasie.
In Leipzig eingetroffen verabschiedet sich Anja von Helmuth, der sie gern auch weiter begleitet hätte. Im Krankenhaus trifft sie auf Dr. Salz, dem sie schon einmal am Flughafen begegnet war und der sie, ohne es zu ahnen, zu ihrer Lügengeschichte inspiriert hatte, da er tatsächlich nach Afrika unterwegs und wegen einer fehlenden Impfung nun in Leipzig ist. Er nimmt sich ihrer an und sorgt dafür, dass Anja ihre Impfung bekommt, was sie zwar gar nicht vorhatte, nun aber nicht mehr zurück kann. Helmuth hatte sich eigentlich auf den Rückweg nach Hause begeben, doch traf er unterwegs auf einen Autofahrer, der aufgrund einer Panne nicht weiterkonnte. Auf dessen bitten hat er ihn: Kammersänger Weißbach, ins Opernhaus nach Leipzig gefahren, wofür er ein angemessenes Trinkgeld erhalten hatte und die Aussicht auf zwei Opernkarten an der Abendkasse. Nun zurück in Leipzig will Helmuth noch einmal nach Anja sehen und trifft sie noch am Krankenhaus. Da er nun wieder Geld hat, lädt er Anja zum Essen ein und sie ist begeistert, nun tatsächlich eines der berühmten Restaurants von innen sehen zu können. Auf der Suche nach einer Toilette gerät sie in den Raum, in welchem sich gerade Mannequins für den Laufsteg fertig machen und ehe sie sich versieht, wird sie von der dortigen Chefin neu eingekleidet und frisiert. Helmuth glaubt seinen Augen nicht zu trauen, als er Anja so sieht. Nach dem Essen überredet er sie nicht mit dem Zug nach Hause zu fahren, sondern ihn noch weiter zu begleiten. Unterwegs bekommt Anja Fieber als Reaktion auf die Impfung. Helmuth bringt sie deshalb zu sich nach Hause, wo sie sich aus- und damit gesundschlafen kann. Am nächsten Tag findet sie im Zimmer Helmuths Zeugnis und erfährt dadurch, wer er wirklich ist, nämlich kein Dieb, sondern der Sohn des Hauses. Beide gestehen sich nun ihre Liebe ein und verbringen die Nacht miteinander. Als Helmuth von Anja erfährt, dass sie weder eine Nonne ist, noch vorhat nach Afrika zu reisen, weiß er nicht so recht was er davon halten soll. Er ist aber nicht glücklich damit, sich fest an Anja zu binden, schließlich will er noch Abenteuer erleben und nicht jetzt schon gebunden sein. Er lässt sie gehen.
Wieder in ihrer Kleinstadt zurück erwartet Anja ein „Donnerwetter“ zu bekommen, aber das bleibt aus und niemand scheint zu bemerken, was sie alles erlebt hat. Der Alltag geht hier weiter wie bisher, aber Anja weiß nun, dass ihr eines Tages das richtige Abenteuer begegnen würde bei dem zeigen kann, was alles in ihr steckt.

## Hintergrund
Am 26. September 1982 wurde der Film im 1. Programm des Fernsehens der DDR erstmals ausgestrahlt. Als Sprecher fungiert Rolf Hoppe.

## Kritik
Die Kritiker der Fernsehzeitschrift TV Spielfilm vergaben eine mittlere Wertung (Daumen gerade) und beurteilten den „TV-Roadmovie-Jux über einen Trip durch die DDR“ als „angenehm frech, aber kein Satireknüller“.